# Gustav Jördens
Gustav Jördens (geboren 12. August 1790 in Berlin; gestorben 1834) war ein deutscher Schriftsteller.

## Leben
Jördens war der Sohn des Literaturhistorikers Karl Heinrich Jördens. Er studierte ab Rechtswissenschaft in Wittenberg und hatte danach einige Verwaltungsstellen inne. 1815 wurde er Patrimonialgerichts-Aktuar in Görlitz, 1818 Oberlandesgerichts-Referendar in Glogau. Seit 1819 war er Stadtgerichts-Assessor und Ratsassessor in Görlitz.
Ab Juli 1821 ging er nach Leipzig und lebte fortan als freier Schriftsteller in Deuben bei Leipzig. 1834 starb er durch Suizid.
Jördens publizierte seine meist kurzen Erzählungen in verschiedenen Unterhaltungsblättern und Zeitschriften wie der Zeitung für die elegante Welt, Beckers Taschenbuch für das gesellige Vergnügen und Gubitzens Gaben der Milde.
Daneben veröffentlichte er aber auch Romane und Erzählungssammlungen, freie Übersetzungen von Werken Byrons und Nodiers, eine Sammlung mit Aphorismen Lichtenbergs und anonyme Gedicht-Anthologien.
Er soll schließlich unter dem wohl an den damals sehr populären Heinrich Clauren angelehnten Pseudonym A. Clauren eher erotische Erzählungen publiziert haben.
(Lottchens gefährliche Nacht, oder der Prinz incognito; Amor’s Bild; Dorchen die Entführte und die unglückliche Entdeckung).

## Werke
- Morgana. Erzählungen und Mährchen. 2 Bände. Leipzig 1820.
- Die Vermählung. Ein Nachtstück. Leipzig 1822.
- Die Jahreszeiten der Ehe. Eine Erzählung. Leipzig 1822.
- Sinnreiche und unterhaltende Geschichten aus Frater Johann Paulis Schimpf und Ernst. Leipzig 1822.
- Lanzelot vom See. Rittergeschichte aus den Zeiten der Tafelrunde. Leipzig 1822.
- Bunte Bilder. Erzählungen und Skizzen […]. 2 Bände. Leipzig 1823/24.
- Der Adjunktus des Pfarrers von Friedau. Roman. Leipzig 1825.
- Das Labyrinth der Liebe. Roman. Leipzig 1825.
- Bella und Beata. Eine Geschichte. Roman. Leipzig 1826
- Amalfried der Thüringer. Historische Novelle aus dem sechsten Jahrhundert. Leipzig 1828.

Übersetzungen
- Lord Byron: Irner, oder die Widersprüche der Liebe (nach Lord Byron). 1823.
- Charles Nodier: Lothario, oder die Brüder des Bundes zum Gemeinwohl. 1824.

Herausgabe
- Georg Christoph Lichtenberg: Ideen, Maximen und Einfälle. 2 Bände. Leipzig 1827–1830.
- (anonym): Alona. Gedicht-Anthologie. Leipzig 1825.
- (anonym): Kora. Gedicht-Anthologie. Leipzig 1827
- (anonym): Liota. Gedicht-Anthologie. Leipzig 1827
- (anonym): Meta. Gedicht-Anthologie. Leipzig 1827